# 岩 (ラフマニノフ)
幻想曲『岩』（いわ、ロシア語: Утёс（ウチョース））作品7は、ロシアの作曲家セルゲイ・ラフマニノフの管弦楽曲である。1893年夏に作曲され、1894年4月1日（当時ロシアで用いられていたユリウス暦では3月20日）にモスクワでワシーリー・サフォーノフの指揮により初演された。

## 概要

### 創作・初演の経緯
管弦楽曲としてはラフマニノフの最初期の作品の一つであり、一般に交響詩として扱われている。ラフマニノフは1893年の夏に友人のミハイル・スローノフの紹介でハルキウ近くのレベディンを訪れ、そこで2台のピアノのための組曲第1番などとともにこの《岩》を作曲した。
その後ラフマニノフが恩師のセルゲイ・タネーエフの自宅で敬愛するチャイコフスキーに会った際にこの作品を紹介すると、チャイコフスキーはこれを気に入り、初演を指揮することを請け負った。しかしその後チャイコフスキーが急逝したために、この約束は実現することはなかった。
初演は作曲者の21歳の誕生日に当たる1894年4月1日（当時ロシアで用いられていたユリウス暦では3月20日）にモスクワでのロシア音楽協会第9回交響楽演奏会で、モスクワ音楽院校長ワシーリー・サフォーノフの指揮により行われた。その翌年の1895年に作品はリムスキー＝コルサコフに献呈された。

### 作品
原題のУтёсは「断崖」と訳した方が原義に近いが、日本では一般に「岩」と呼ばれてきた。楽譜にはエピグラフとしてミハイル・レールモントフの詩から以下の一節が引用されている。
黄金色の雨雲が一夜を明かした

巨人のような断崖の懐で
しかしながら実際にラフマニノフの着想の源泉となったのはこの詩そのものではなく、同じくこの一節をエピグラフとして掲げたアントン・チェーホフの短編小説「旅中」に霊感を得て作曲されたものである。初演から4年後の1898年にはラフマニノフは親友のフョードル・シャリャーピンと連れ立っての演奏旅行で訪れたヤルタでチェーホフと出会い、直接の親交を結んだ。ラフマニノフはこの年の11月に、楽譜の写しに献辞を添えてチェーホフに贈呈している。
チェーホフの短編は、人生に疲れ切った中年の男と、旅中にとった宿屋で出会った若い娘との交流を描いている。男が熱っぽく身の上を語るうちに二人は互いに打ち解け、共感が芽生える。ところが朝になり男がこれから流刑地のような炭鉱へ赴任するところだと知ると、娘は取り乱しやめるように説得する。しかし人生に達観したかのような男は平然とそれを断り、娘はなおも何か言いたそうにしながら自分の行き先へと旅立って行く。娘の乗ったそりの姿が見えなくなってもなお見送り続ける男に雪が降り積もる。その姿をチェーホフは「断崖」（もしくは「岩」）にたとえている。
ラフマニノフはこうした物語の筋を明示的に描写するのではなく、作品から受けた印象を音楽的に表現するという手法をとっている。重厚で悲劇的な展開を見せるその後の作風とは異なり、軽快な表現と華麗な音色が特徴的である。

## 編成
ピッコロ、フルート2、オーボエ2、クラリネット(A)2、ファゴット2、ホルン4、トランペット2、トロンボーン3、チューバ、ティンパニ、トライアングル、タンバリン、シンバル、大太鼓、タムタム、ハープ、弦五部